# Handball-Weltmeisterschaft der Frauen 2021/Qualifikation
Zur Handball-Weltmeisterschaft der Frauen 2021 fanden nachfolgend gelistete Qualifikationen statt, um die 32 Mannschaften zu ermitteln.

## Direkte Qualifikation
Direkt qualifiziert sind
- der Gastgeber Spanien sowie
- der amtierende Weltmeister, die Niederlande.

## Qualifikation über Kontinentalmeisterschaften

### Afrika
Bei der Afrikameisterschaft 2020, die wegen der COVID-19-Pandemie erst im Jahr 2021 ausgetragen wurde, qualifizierten sich vier Teams:
1. Angola als Afrikameister,
2. Kamerun,
3. Tunesien und
4. die Republik Kongo.

### Asien
Bei der Asienmeisterschaft 2020, die wegen der COVID-19-Pandemie erst im September 2021 ausgetragen wurde, qualifizierten sich die besten fünf von elf Teams; ursprünglich sollten die besten sechs von zwölf Teams eine Startberechtigung erhalten. Südkorea als Asienmeister sowie Japan, Kasachstan, Iran und Usbekistan qualifizierten sich über die Meisterschaft.
Die VR China, die nicht zur Asienmeisterschaft 2021 gereist war, erhielt am 23. September 2021 eine Wildcard.

### Europa
Bei der Europameisterschaft 2020 qualifizierten sich vier Teams:
1. Norwegen als Europameister,
2. Frankreich,
3. Kroatien und
4. Dänemark.

Zehn weitere europäische Teams wurden in den Qualifikationsspielen im März und April 2021 ermittelt, nämlich Ungarn, Montenegro, Deutschland, Österreich, Team der russischen Handballföderation *, Tschechien, Rumänien, Serbien, Schweden und Slowenien.
Zwei weitere europäische Teams, nämlich Polen und die Slowakei, erhielten am 8. August 2021 Wildcards für die Teilnahme.

### Nordamerika und Karibik
Bei der nordamerikanischen und karibischen Meisterschaft 2020, die wegen der COVID-19-Pandemie erst im Jahr 2021 ausgetragen wurde, qualifizierte sich das Team aus Puerto Rico.

### Ozeanien
Für eine Teilnehmerin aus Ozeanien war ggf. eine Wildcard vorgesehen; Ozeanien meldete jedoch kein Team zur Asienmeisterschaft an.

### Süd- und Mittelamerika
Bei der süd- und zentralamerikanischen Meisterschaft 2020, die wegen der COVID-19-Pandemie erst im Oktober 2021 ausgetragen wurde, qualifizierten sich vier Teams:
1. Brasilien als Meister,
2. Argentinien und
3. Paraguay.

### Wildcards
Zwei Startplätze waren vorgesehen für eine Teilnehmerin aus Ozeanien bzw. durch Vergabe von ein bis zwei Wildcards; Ozeanien meldete kein Team zur Asienmeisterschaft an. Beide Wildcards wurden am 8. August 2021 vergeben an Polen und die Slowakei. Am 23. September 2021 erhielt China eine weitere Wildcard, die sich aus der Reduzierung auf fünf statt sechs Qualifikationsplätzen bei der Asienmeisterschaft ergab.

## Übersicht aller teilnehmenden Mannschaften
| Mannschaft aus      | Kontinent (Verband)                   | Qualifiziert als                                                       | Datum der Qualifikation | Bisherige Teilnahmen an den 24 Weltmeisterschaften | Bisherige Teilnahmen an den 24 Weltmeisterschaften                                                                                             | Bisherige Teilnahmen an den 24 Weltmeisterschaften |
| Mannschaft aus      | Kontinent (Verband)                   | Qualifiziert als                                                       | Datum der Qualifikation | Anzahl                                             | Jahre | Titel (Jahr)                                       |
| ------------------- | ------------------------------------- | ---------------------------------------------------------------------- | ----------------------- | -------------------------------------------------- | --- | -------------------------------------------------- |
| Spanien             | Europa (EHF)                          | Gastgeberin 2021                                                       | 28. Januar 2017         | 10                                                 | 1993, 2001, 2003, 2007, 2009, 2011, 2013, 2015, 2017, 2019                                                                                     | 0                                                  |
| Niederlande         | Europa (EHF)                          | Weltmeisterin 2019                                                     | 15. Dezember 2019       | 12                                                 | 1971, 1973, 1978, 1986, 1999, 2001, 2005, 2011, 2013, 2015, 2017, 2019                                                                         | 1 (2019)                                           |
| Norwegen            | Europa (EHF)                          | Europameisterin 2020                                                   | 20. Dezember 2020       | 19                                                 | 1971, 1973, 1975, 1982, 1986, 1990, 1993, 1995, 1997, 1999, 2001, 2003, 2005, 2009, 2011, 2013, 2015, 2017, 2019                               | 3 (1999, 2011, 2015)                               |
| Frankreich          | Europa (EHF)                          | Zweite der Europameisterschaft 2020                                    | 20. Dezember 2020       | 13                                                 | 1986, 1990, 1997, 1999, 2001, 2003, 2005, 2009, 2011, 2013, 2015, 2017, 2019                                                                   | 2 (2003, 2017)                                     |
| Kroatien            | Europa (EHF)                          | Dritte der Europameisterschaft 2020                                    | 20. Dezember 2020       | 06                                                 | 1995, 1997, 2003, 2005, 2007, 2011 | 0                                                  |
| Dänemark            | Europa (EHF)                          | Vierte der Europameisterschaft 2020                                    | 20. Dezember 2020       | 20                                                 | 1957, 1962, 1965, 1971, 1973, 1975, 1990, 1993, 1995, 1997, 1999, 2001, 2003, 2005, 2009, 2011, 2013, 2015, 2017, 2019                         | 1 (1997)                                           |
| Ungarn              | Europa (EHF)                          | Teilnehmer Europäische Qualifikationsspiele                            | 18. April 2021          | 22                                                 | 1957, 1962, 1965, 1971, 1973, 1975, 1978, 1982, 1986, 1993, 1995, 1997, 1999, 2001, 2003, 2005, 2007, 2009, 2013, 2015, 2017, 2019             | 1 (1965)                                           |
| Montenegro          | Europa (EHF)                          | Teilnehmer Europäische Qualifikationsspiele                            | 20. April 2021          | 05                                                 | 2011, 2013, 2015, 2017, 2019 | 0                                                  |
| Deutschland         | Europa (EHF)                          | Teilnehmer Europäische Qualifikationsspiele                            | 20. April 2021          | 13                                                 | 1993, 1995, 1997, 1999, 2003, 2005, 2007, 2009, 2011, 2013, 2015, 2017, 2019                                                                   | 1 (1993)                                           |
| Österreich          | Europa (EHF)                          | Teilnehmer Europäische Qualifikationsspiele                            | 20. April 2021          | 12                                                 | 1957, 1986, 1990, 1993, 1995, 1997, 1999, 2001, 2003, 2005, 2007, 2009                                                                         | 0                                                  |
| Russland *          | Europa (EHF)                          | Teilnehmer Europäische Qualifikationsspiele                            | 20. April 2021          | 13                                                 | 1993, 1995, 1997, 1999, 2001, 2003, 2005, 2007, 2009, 2011, 2015, 2017, 2019                                                                   | 4 (2001, 2005, 2007, 2009)                         |
| Tschechien          | Europa (EHF)                          | Teilnehmer Europäische Qualifikationsspiele                            | 20. April 2021          | 06                                                 | 1995, 1997, 1999, 2003, 2013, 2017 | 0                                                  |
| Rumänien            | Europa (EHF)                          | Teilnehmer Europäische Qualifikationsspiele                            | 21. April 2021          | 24                                                 | 1957, 1962, 1965, 1971, 1973, 1975, 1978, 1982, 1986, 1990, 1993, 1995, 1997, 1999, 2001, 2003, 2005, 2007, 2009, 2011, 2013, 2015, 2017, 2019 | 1 (1962)                                           |
| Serbien             | Europa (EHF)                          | Teilnehmer Europäische Qualifikationsspiele                            | 21. April 2021          | 04                                                 | 2013, 2015, 2017, 2019 | 0                                                  |
| Schweden            | Europa (EHF)                          | Teilnehmer Europäische Qualifikationsspiele                            | 21. April 2021          | 10                                                 | 1957, 1990, 1993, 1995, 2001, 2009, 2011, 2015, 2017, 2019                                                                                     | 0                                                  |
| Slowenien           | Europa (EHF)                          | Teilnehmer Europäische Qualifikationsspiele                            | 21. April 2021          | 06                                                 | 1997, 2001, 2003, 2005, 2017, 2019 | 0                                                  |
| Angola              | Afrika (CAHB)                         | Afrikameisterin 2020 (2021)                                            | 18. Juni 2021           | 15                                                 | 1990, 1993, 1995, 1997, 1999, 2001, 2003, 2005, 2007, 2009, 2011, 2013, 2015, 2017, 2019                                                       | 0                                                  |
| Kamerun             | Afrika (CAHB)                         | Zweite der Afrikameisterschaft 2020                                    | 18. Juni 2021           | 09                                                 | 1975, 2001, 2003, 2007, 2009, 2011, 2013, 2015, 2017                                                                                           | 0                                                  |
| Tunesien            | Afrika (CAHB)                         | Dritte der Afrikameisterschaft 2020                                    | 18. Juni 2021           | 05                                                 | 1982, 1999, 2001, 2007, 2009 | 0                                                  |
| Republik Kongo      | Afrika (CAHB)                         | Vierte der Afrikameisterschaft 2020                                    | 18. Juni 2021           | 05                                                 | 1982, 1999, 2001, 2007, 2009 | 0                                                  |
| Polen               | Europa (EHF)                          | Wildcard                                                               | 8. August 2021          | 16                                                 | 1957, 1962, 1965, 1973, 1975, 1978, 1986, 1990, 1993, 1997, 1999, 2005, 2007, 2013, 2015, 2017                                                 | 0                                                  |
| Slowakei            | Europa (EHF)                          | Wildcard                                                               | 8. August 2021          | 01                                                 | 1995 | 0                                                  |
| Puerto Rico         | Nordamerika und Karibik (NACHC)       | Gewinnerin der Meisterschaft Nordamerika und Karibik 2020              | 27. August 2021         | 01                                                 | 2015 | 0                                                  |
| Volksrepublik China | Asien (AHF)                           | Wildcard                                                               | 23. September 2021      | 16                                                 | 1986, 1990, 1993, 1995, 1997, 1999, 2001, 2003, 2005, 2007, 2009, 2011, 2013, 2015, 2017, 2019                                                 | 0                                                  |
| Südkorea            | Asien (AHF)                           | Erste der Asienmeisterschaft 2021                                      | 25. September 2021      | 18                                                 | 1978, 1982, 1986, 1990, 1993, 1995, 1997, 1999, 2001, 2003, 2005, 2007, 2009, 2011, 2015, 2017, 2019                                           | 1 (1995)                                           |
| Japan               | Asien (AHF)                           | Zweite der Asienmeisterschaft 2020                                     | 25. September 2021      | 19                                                 | 1962, 1965, 1971, 19753, 1986, 1995, 1997, 1999, 2001, 2003, 2005, 2007, 2009, 2011, 2013, 2015, 2017, 2019                                    | 0                                                  |
| Kasachstan          | Asien (AHF)                           | Dritte der Asienmeisterschaft 2020                                     | 25. September 2021      | 05                                                 | 2007, 2009, 2011, 2015, 2019 | 0                                                  |
| Iran                | Asien (AHF)                           | Vierte der Asienmeisterschaft 2020                                     | 25. September 2021      | 0                                                  | – | 0                                                  |
| Usbekistan          | Asien (AHF)                           | Fünfte der Asienmeisterschaft 2020                                     | 25. September 2021      | 01                                                 | 1997 | 0                                                  |
| Brasilien           | Zentralamerika und Südamerika (SCAHC) | Gewinnerin der Meisterschaft Zentralamerika und Südamerika 2020 (2021) | 9. Oktober 2021         | 13                                                 | 1995, 1997, 1999, 2001, 2003, 2005, 2007, 2009, 2011, 2013, 2015, 2017, 2019                                                                   | 1 (2013)                                           |
| Argentinien         | Zentralamerika und Südamerika (SCAHC) | Zweite der Meisterschaft Zentralamerika und Südamerika 2020            | 9. Oktober 2021         | 10                                                 | 1999, 2003, 2005, 2007, 2009, 2011, 2013, 2015, 2017, 2019                                                                                     | 0                                                  |
| Paraguay            | Zentralamerika und Südamerika (SCAHC) | Dritte der Meisterschaft Zentralamerika und Südamerika 2020            | 9. Oktober 2021         | 03                                                 | 2007, 2013, 2017 | 0                                                  |

* Wegen nachgewiesenen Dopings wurde Russland international in diversen Sportarten nicht zur Teilnahme zugelassen; Mannschaften starten daher nicht unter der Bezeichnung Russische Föderation, sondern jeweils des nationalen Verbands.